# ヒュンダイ・ポーター
ポーター（英: PORTER、朝: 엑시언트、輸出名: H-100）は、大韓民国の自動車製造会社、現代自動車により製造・販売されるキャブオーバー型の小型トラックである。

## 初代（型式: HD1000型、1977年 - 1981年）
- 1977年
  - 2月2日 - ショールームにて応募者抽選会を開催[2]。
  - 2月4日 - 募集により、HD1000のトラック仕様の車名を3万5千通に上る応募の中から、325通で最多であったポーターへと決定[2]。また、133通のバイソン、49通のラマ、261通のトニーは佳作とした[2]。最優秀賞受賞作品を応募したソウル特別市龍山区梨泰院洞127-1在住の男性は賞金50万ウォンを、佳作を応募した3名は其々賞金10万ウォンを受け取った[2]。
- 1981年
  - 7月22日 - 販売台数5万台に到達[3]。
  - 12月 - 自動車産業合理化措置（朝鮮語版）により製造終了。

### ラインナップ
- 1t積低床シングルキャブ
- 1t積低床ダブルキャブ

## 2代目（型式: AH型、1986年 - 1997年）

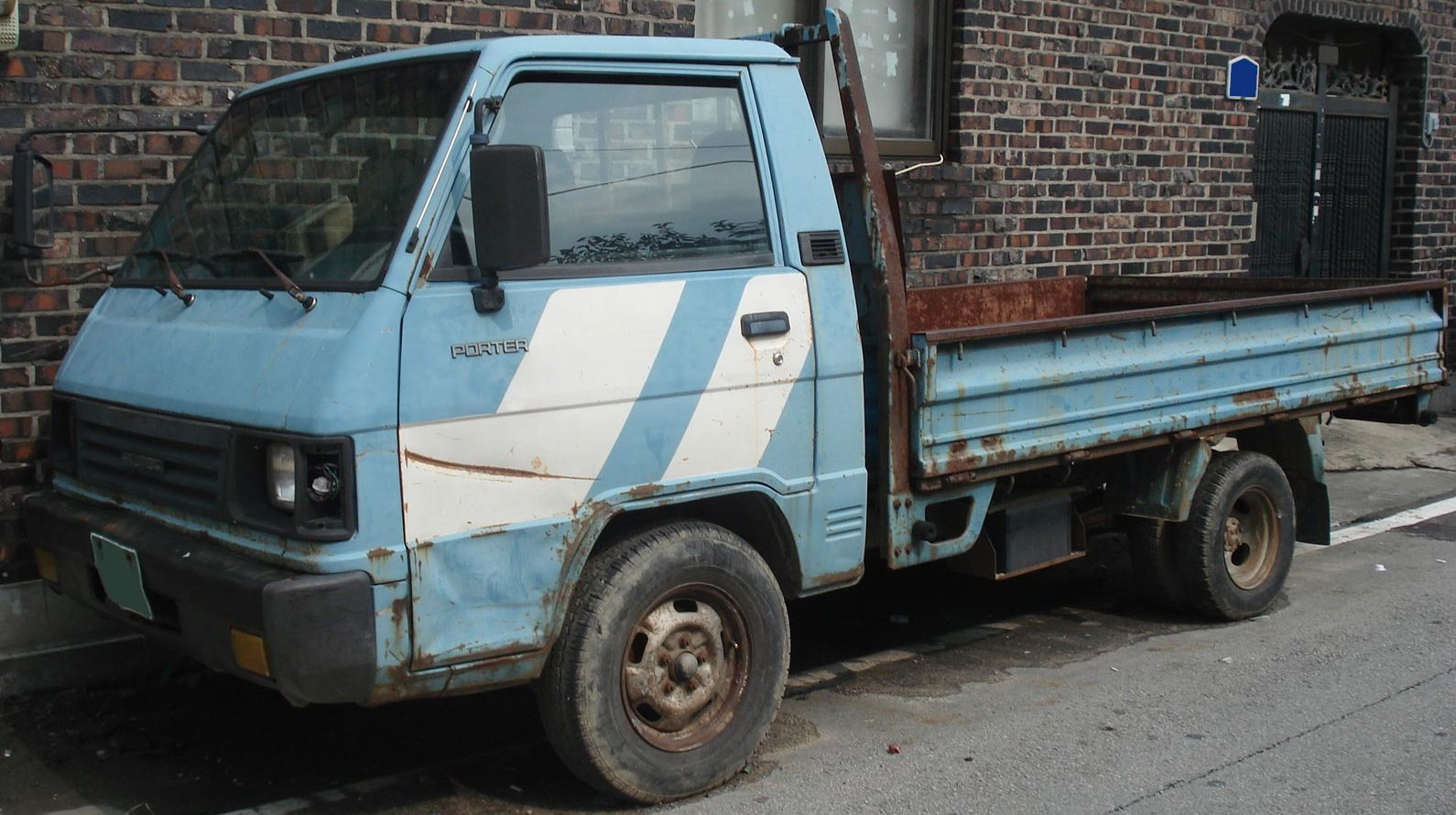
ポーター（フロント）

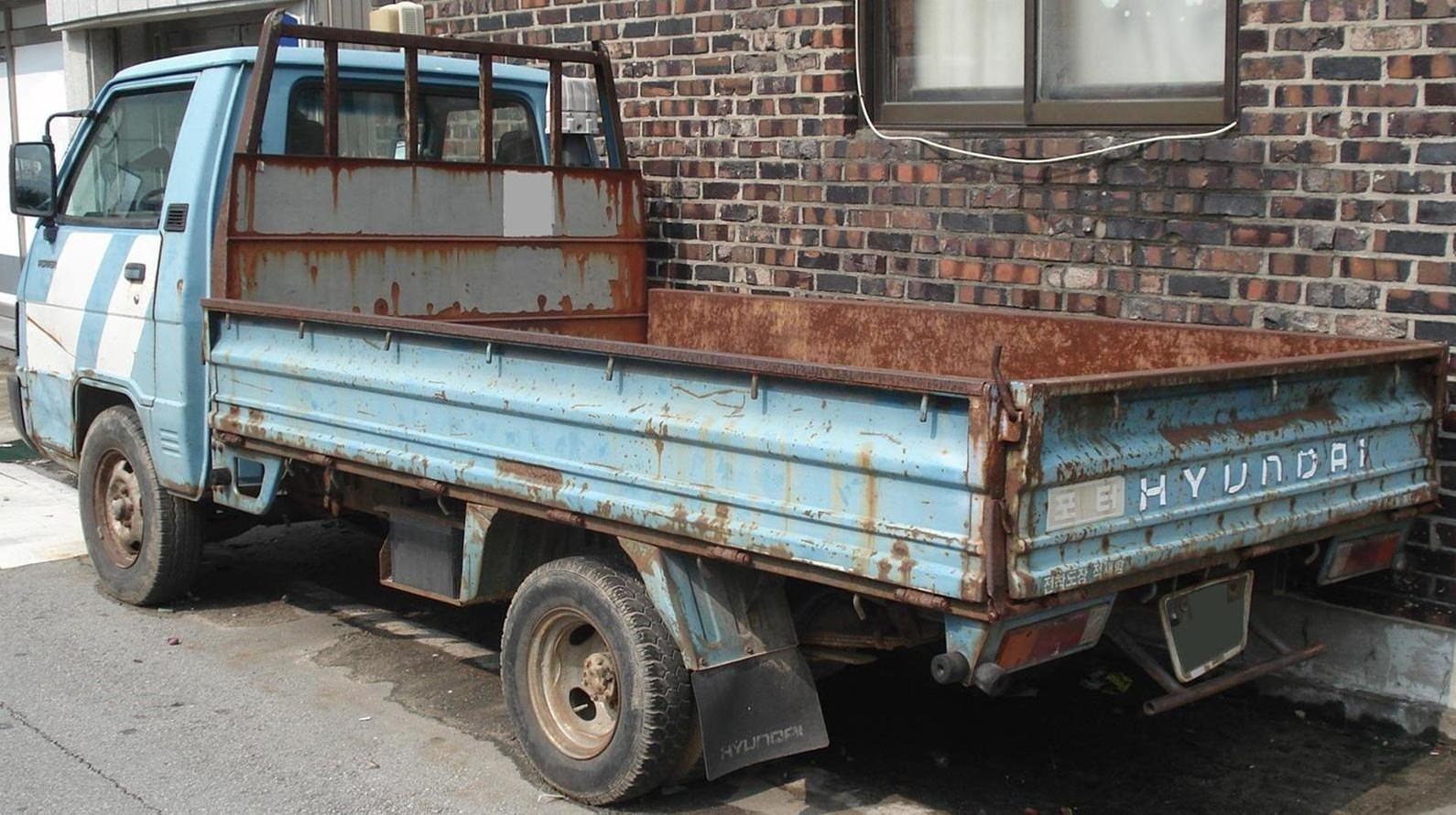
ポーター（リア）

### ポーター（1986年12月 - 1993年3月）
1986年12月に自動車工業統合措置の解除に伴い発売。三菱・2代目デリカトラック（L300）をベースとして開発され、復活を果たす。なお、同年にバン/ワゴン仕様の初代AH型グレースも発売されたが、こちらは三菱・3代目デリカバン（L300）をベースとする。発売当初はコラム式5速MTを搭載していたが、1990年1月に発売された1990年モデルイヤーはフロア式5速MTへ変更された。一部では、直線を基調としたデザインから「角ポーター」と呼称される事もあった。
ラインナップは初代同様1トン低床シングルキャブ、1トン低床ダブルキャブの2種。

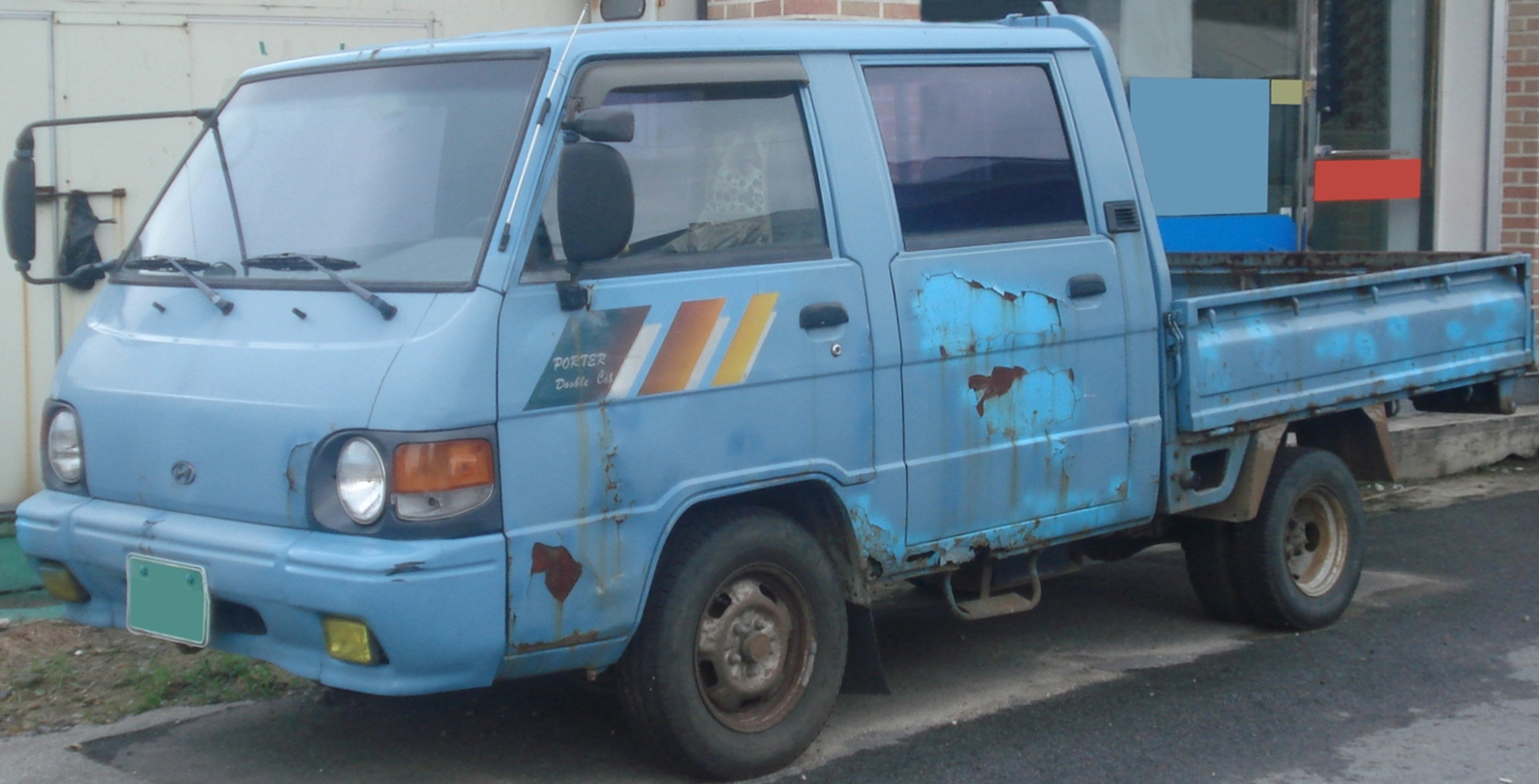
ポーターGSニューポーター（フロント）

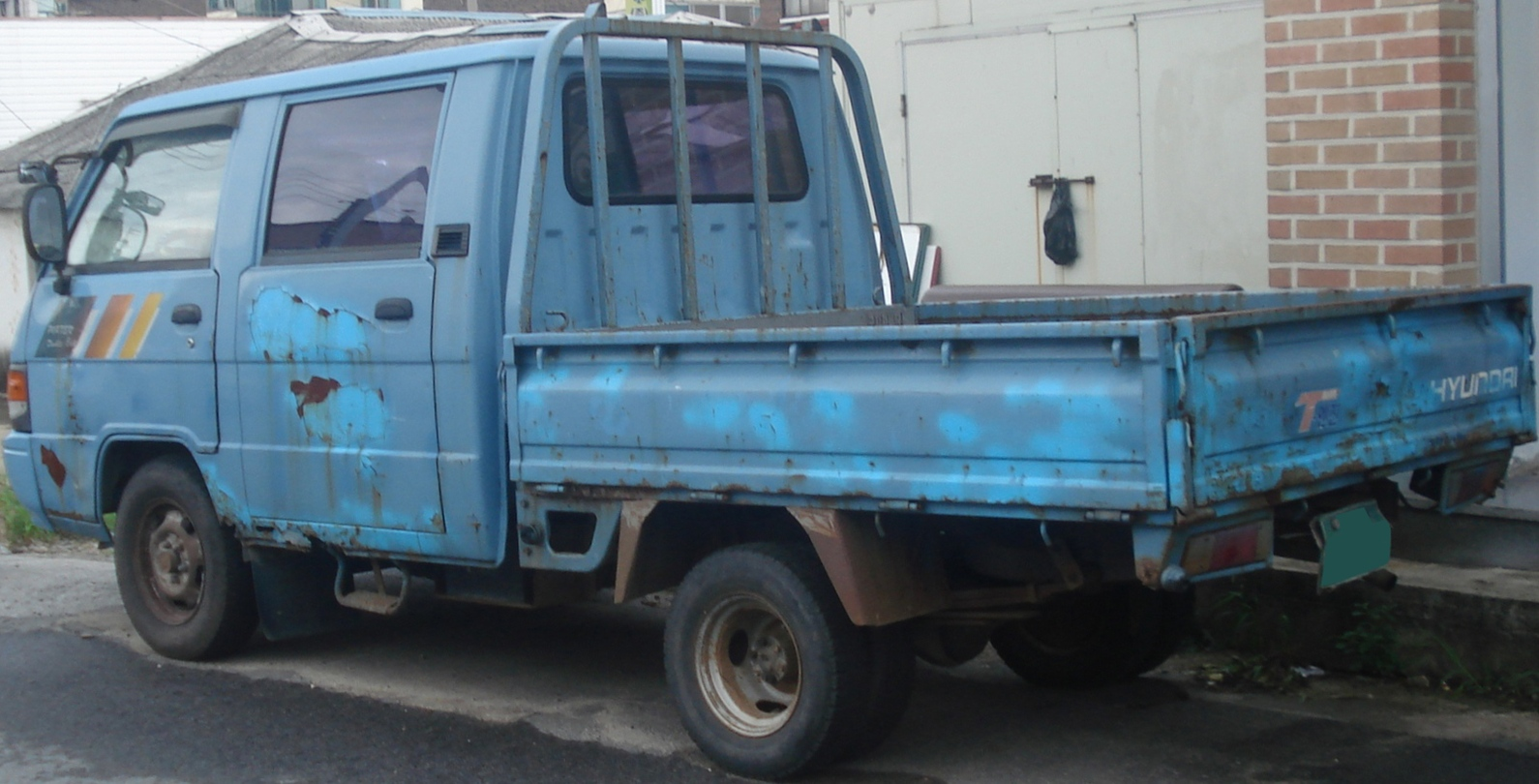
ポーターGSニューポーター（リア）

### ポーター・GS・ニューポーター（1993年3月 - 1997年3月）
1993年3月5日に丸形2灯式ヘッドランプ、流線を基調としたグリルレスの採用などマイナーチェンジを実施。2代目Y2型ソナタ（1991年式）と共通の3本スポークステアリング・ホイールや初代AH型グレースと共通のダッシュボード、高級ETRカーステレオなどが採用された。パワートレインはサイクロン式D4BX型Tディーゼルと乗用車風な5速MT、LSDが搭載された。1994年モデルイヤーからはD4BA型ディーゼルが搭載された。シングルキャブ、およびスーパーキャップは1996年（時期不明）に生産終了となったが、ダブルキャブは1997年3月まで生産された。

## 3代目（型式: AU型、1996年 - 2003年）

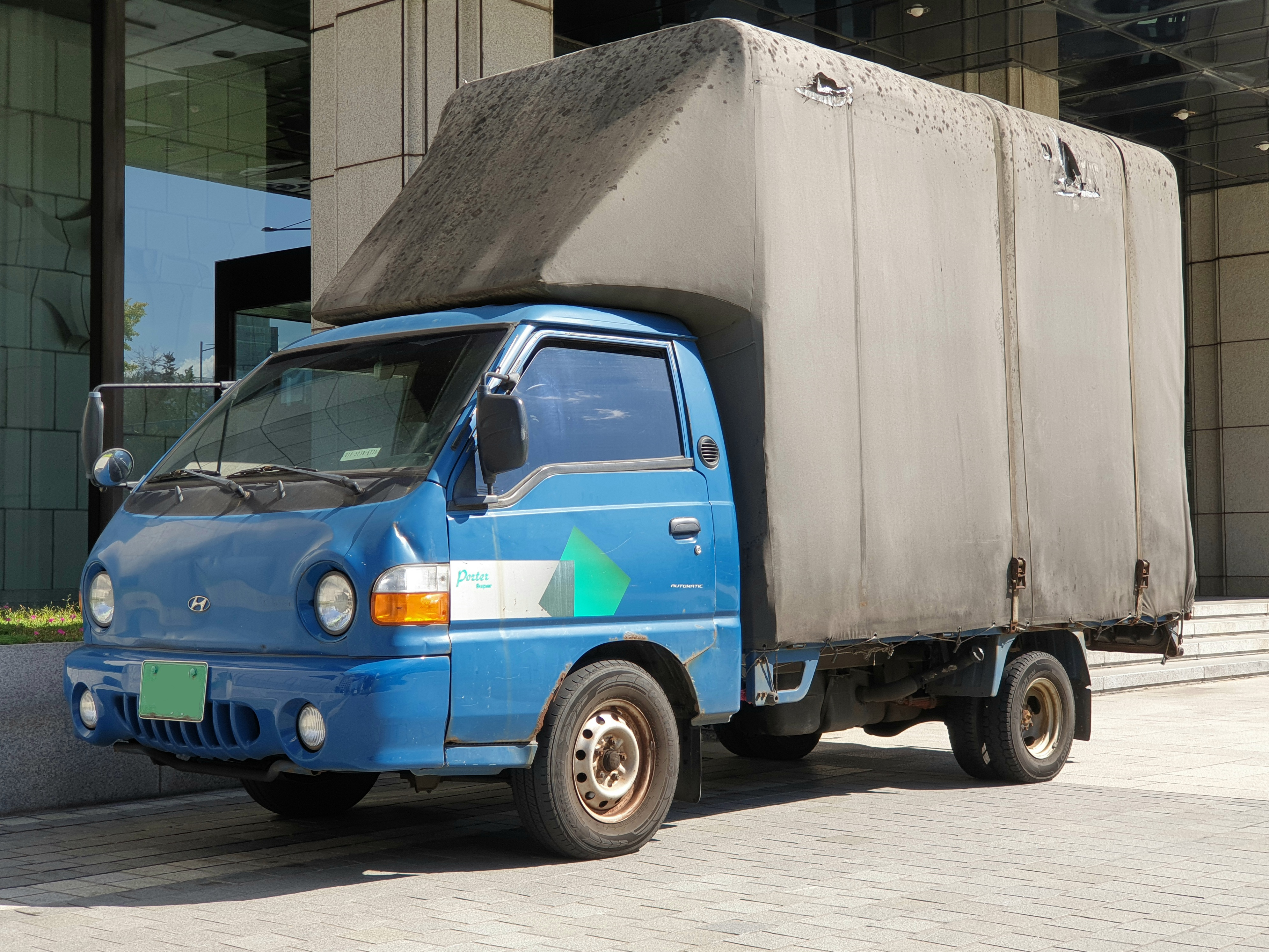
ポーターSDニューポーター（PEブルー、フロント）

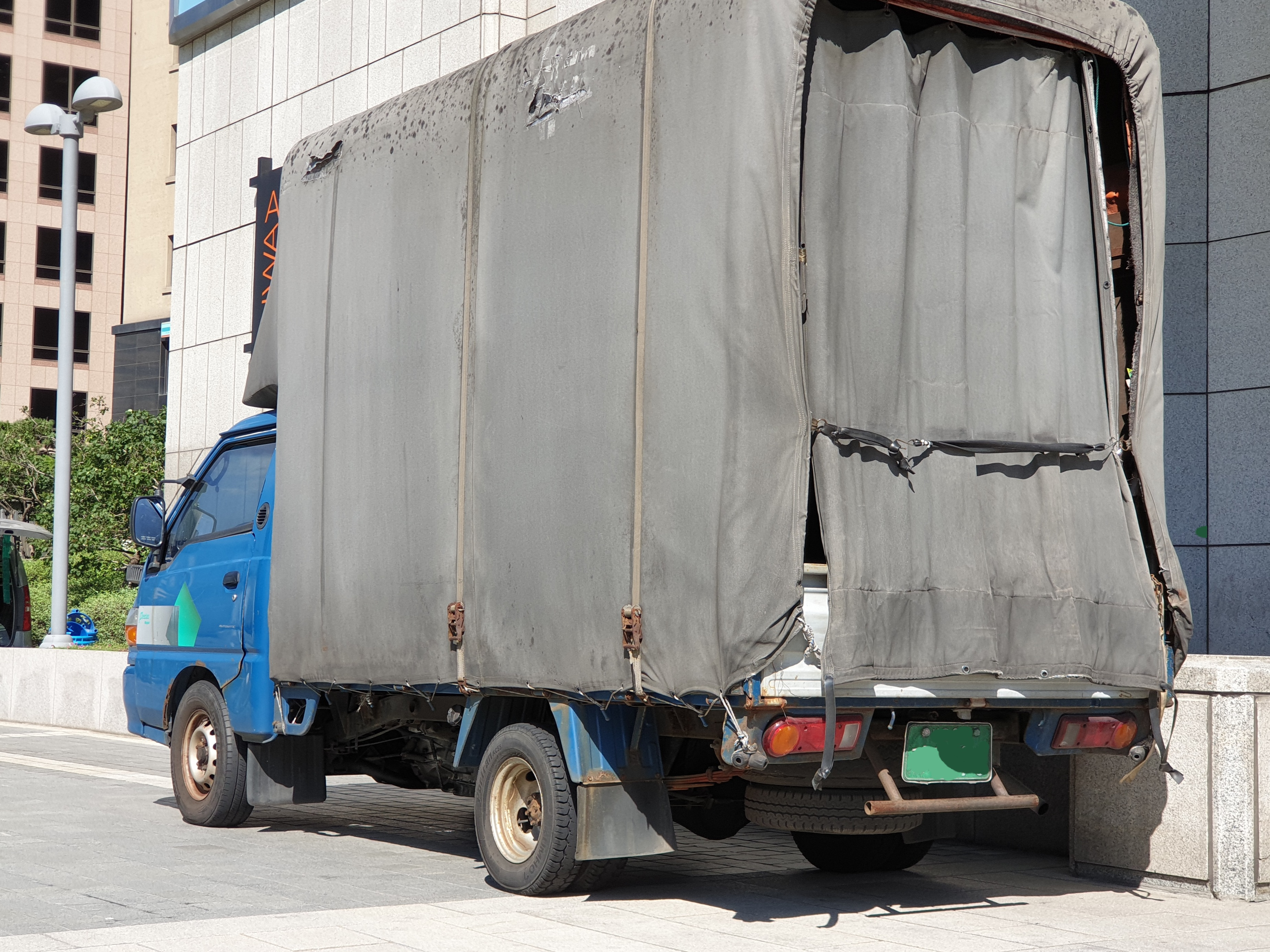
ポーターSDニューポーター（PEブルー、リア）

### ポーター・SD・ニューポーター（1996年3月 - 2004年1月）
1996年3月4日に発売。三菱・3代目デリカトラック（L300）をベースとするものの、フロントは丸目2灯式ヘッドランプを採用するなど差別化され、グレースと共通のキャブへ変更され、給油口が車体右側から左側へ変更された。スローガンは「人の事を考える1トントラック」。ポーターでは初めてABSが搭載された。同年8月に2.4L SOHC L4CS型LPGが追加設定され、1997年1月に83馬力を発揮するD4BB型T-2ディーゼルも追加設定された。一部にはインタークーラー非搭載で85馬力を発揮するD4BF型ターボも設定される。同年6月に重量物用のリアサスペンション（オプション設定）、車内蛍光灯、高級シートカバーなどを採用したハイ・スーパーグレードが追加され、同時に4速ATも追加設定された。1999年2月3日に新型ホイールカバーとデカール、ボディカラーに新色「ブルーグレー」が追加設定された1999年モデルイヤーが発売された。2000年3月に初代A1型スタレックスをベースとしたポーターの上級車という立ち位置の初代SR型リベロが発売されたが、経済性や運転性の観点からポーターが依然として販売台数を増加させた。2003年6月に排気ガス規制の未達成により2.4L SOHC L4CS型LPGが廃止され、2023年11月22日にLPGターボが発売されるまでLPGの設定は無かった。2004年1月に生産終了となった。
南アフリカ市場ではバッキー（Bakkie）、オランダ市場ではH-150、マレーシア市場ではイノコム・ロリマス（Lorimas）、パキスタン市場ではシェゾレ（Shehzore）として製造・販売される。また、ロシア市場ではTagAZにより現在も製造・販売される。

## 4代目（型式: HR型、2004年-現在）

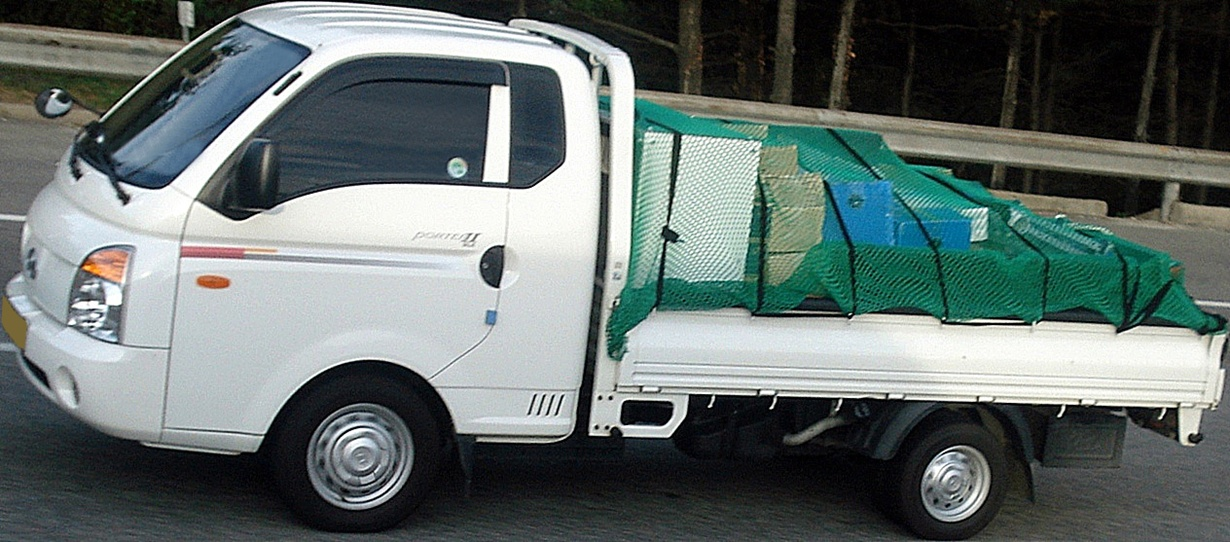
ポーターII（フロント）

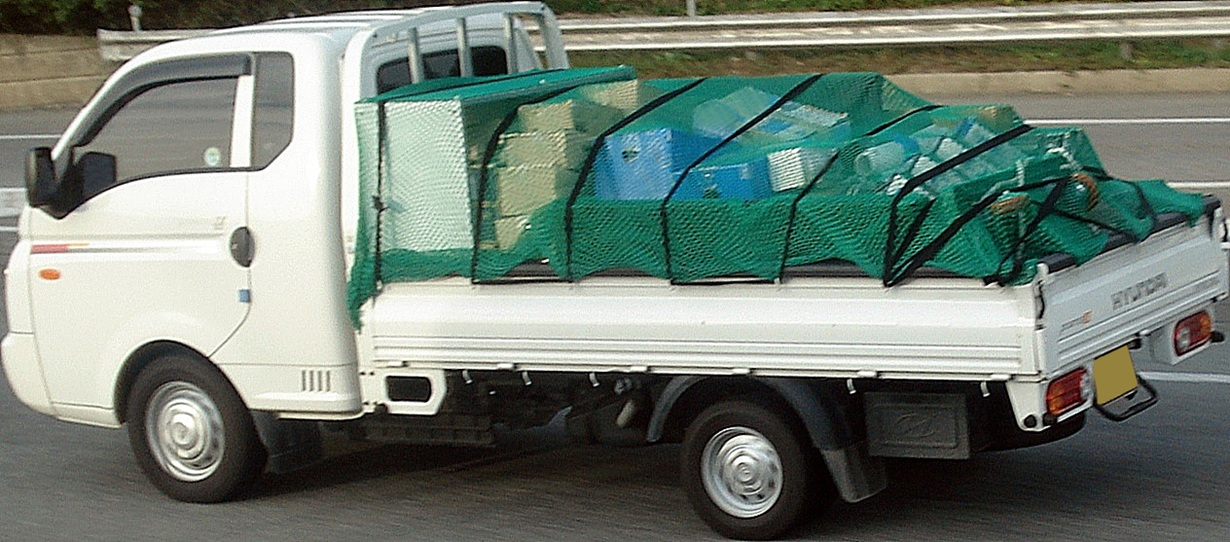
ポーターII（リア）

### ポーターII（2004年1月 - 2019年9月）
2004年1月2日に発売。初代以来となる現代自動車の独自開発となるが、傘下の起亜自動車のボンゴとは多くの部分を共有する。ユーロ3排出ガス規制を達成し、コモンレール式D4CB型ディーゼルとインタークーラー式D4BH型ターボディーゼルが搭載された。1.25トン車であるポーター125は廃止された。2006年（時期不明）から環境規制によりインタークーラー式D4BH型ターボディーゼルも廃止され、コモンレール式D4CB型ディーゼルのみとなった。2007年（時期不明）に最高出力が126馬力へ向上した。2008年1月にホイールカバーが変更された。2009年3月2日にDLXグレードの上級仕様であるプラスパックグレードが追加設定された。2012年1月2日に発売された2012年モデルイヤーは、ユーロ5排出ガス規制を達成し、運転席エアバッグをオプション設定した。 また、従来の5速MT、および4速ATがそれぞれ1速増えた6速MT、および5速ATとなり、静粛性と性能が向上した。2013年7月1日にポーターでは初めて四輪駆動車とCVXが追加設定された。2014年12月22日に発売された2015年モデルイヤーは、韓国製1トントラックでは初めてタイヤ空気圧監視システム（TPMS、四輪駆動車のみ）と助手席エアバッグ（オプション設定）、Bluetooth 2段CDPカーオーディオ、および純正AVN（オプション設定）が追加設定され、姿勢制御装置（ESC）と急ブレーキ警告システム（ESS）が標準装備された。2016年3月に販売台数10,214台を記録し、乗用車も含める全韓国車において1位を記録した（2位はシボレー・スパーク、3位はヒュンダイ・アバンテ）。これは、景気の低迷により失業者が大量発生すると同時に自営業者が増え、それに伴いトラックの需要も増加することと大いに関係する。2016年8月26日にユーロ6排出ガス規制を達成した2017年モデルイヤーが発表された。また、LEDリピーター内蔵式サイドミラーが採用され、運転席エアバッグの標準装備（後輪駆動車のみ）、トリップコンピューターと電子制御式エアコンが標準装備されるなど変更が加えられた。上級グレードの場合、フルオートエアコン、新型バンパーガード、クローム式ヘッドランプ（最下グレードは従来のブラックベゼル）が装備される。また、ボディカラーに「ベージュ」が追加設定された。2017年に販売台数10万1423台を記録。発売以来初めて10万台を突破した。2018年10月19日に発売された2019年モデルイヤーは、リアパーキングアシストシステムが標準装備され、四輪駆動車に運転席エアバッグが標準装備された。2019年8月27日に発売された2020年モデルイヤーは、2019年9月からのユーロ6D排出ガス規制を達成するため、尿素SCRシステムを採用し、後輪右側に尿素水タンクが搭載され、緊急ブレーキ装置がオプション設定された。5速ATがブーツ式へ変更され、ボディカラーがアイボリーとベージュからクリーミーホワイトとサンドカラーへ変更された。ヘッドランプも4球式へ変更され、電球式昼間走行灯が追加設定された。電装部品の増加によりバッテリー容量が増加し、ダブルキャブ車のみ足元のゴムを増加させた。

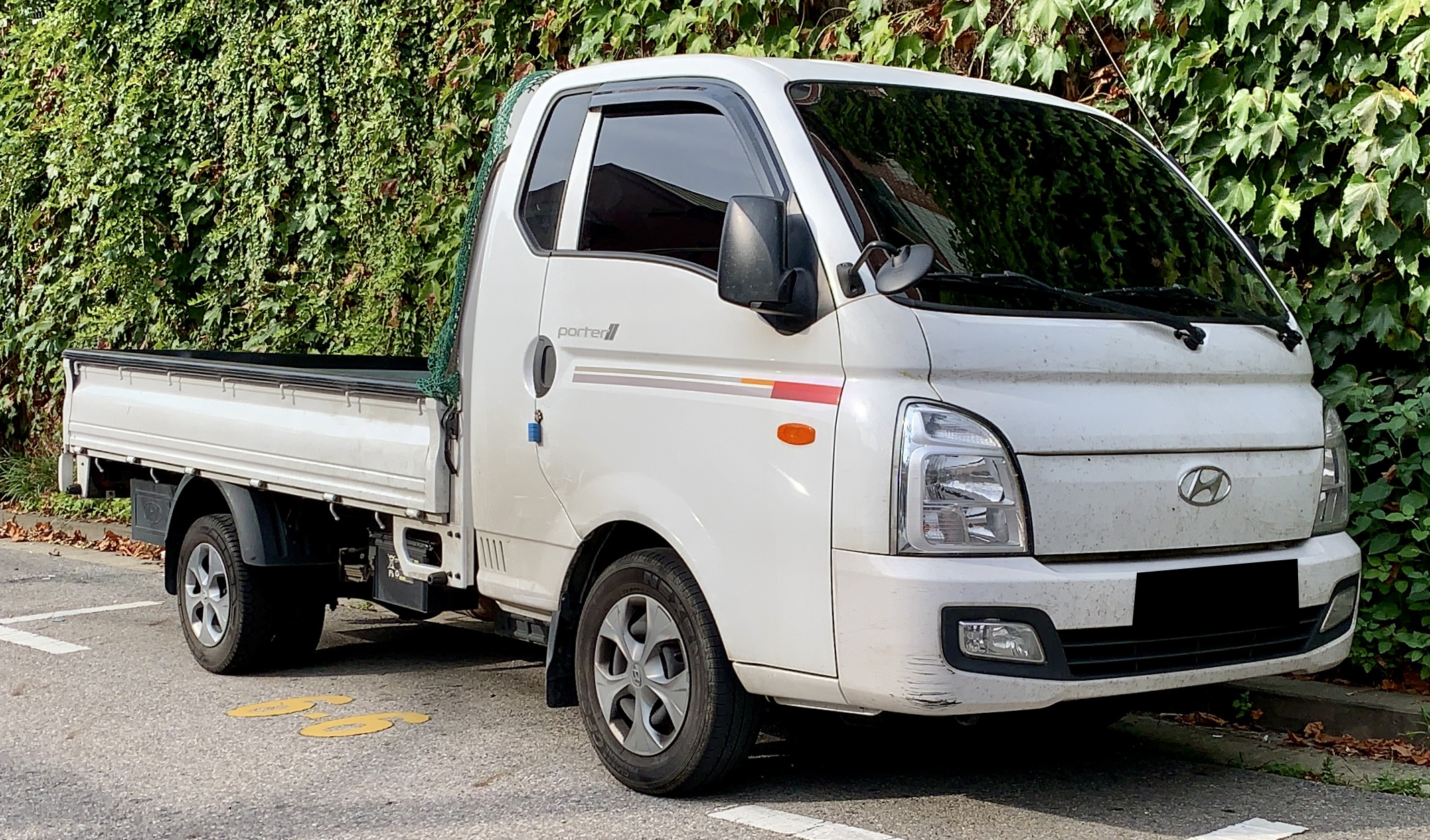
ニューポーター・ザ・ニューポーターII（フロント）

### ニューポーター・ザ・ニューポーターII（2019年9月 - 2027年？）
2019年8月27日にマイナーチェンジを実施・発表。2019年9月から実施される排出ガス規制を達成するため、尿素SCRシステムを採用し、尿素水タンクは後輪右側に搭載する。2020年モデルイヤーは、緊急ブレーキ装置をオプション設定する。
2020年7月6日にポーターがベースとなる現代自動車製キャンピングカー「フォレスト」を発表。超長軸仕様をベースとしており、特装車メーカーの成城モータースが架装し、5速ATが標準装備される。
2023年8月18日に模型会社のアカデミーサイエンスによりポーターIIのバン型車をプラモデルで発売した。
2023年11月を最後にディーゼル1トン車が生産終了となり、LPGターボとなった。LPGボンベは車体側面ではなく、スペアタイヤ付近に搭載する。これにより、LPG車は19年ぶりに復活を果たした。2.5Lコモンレール式ディーゼルはフォレストのみが搭載する形となった。

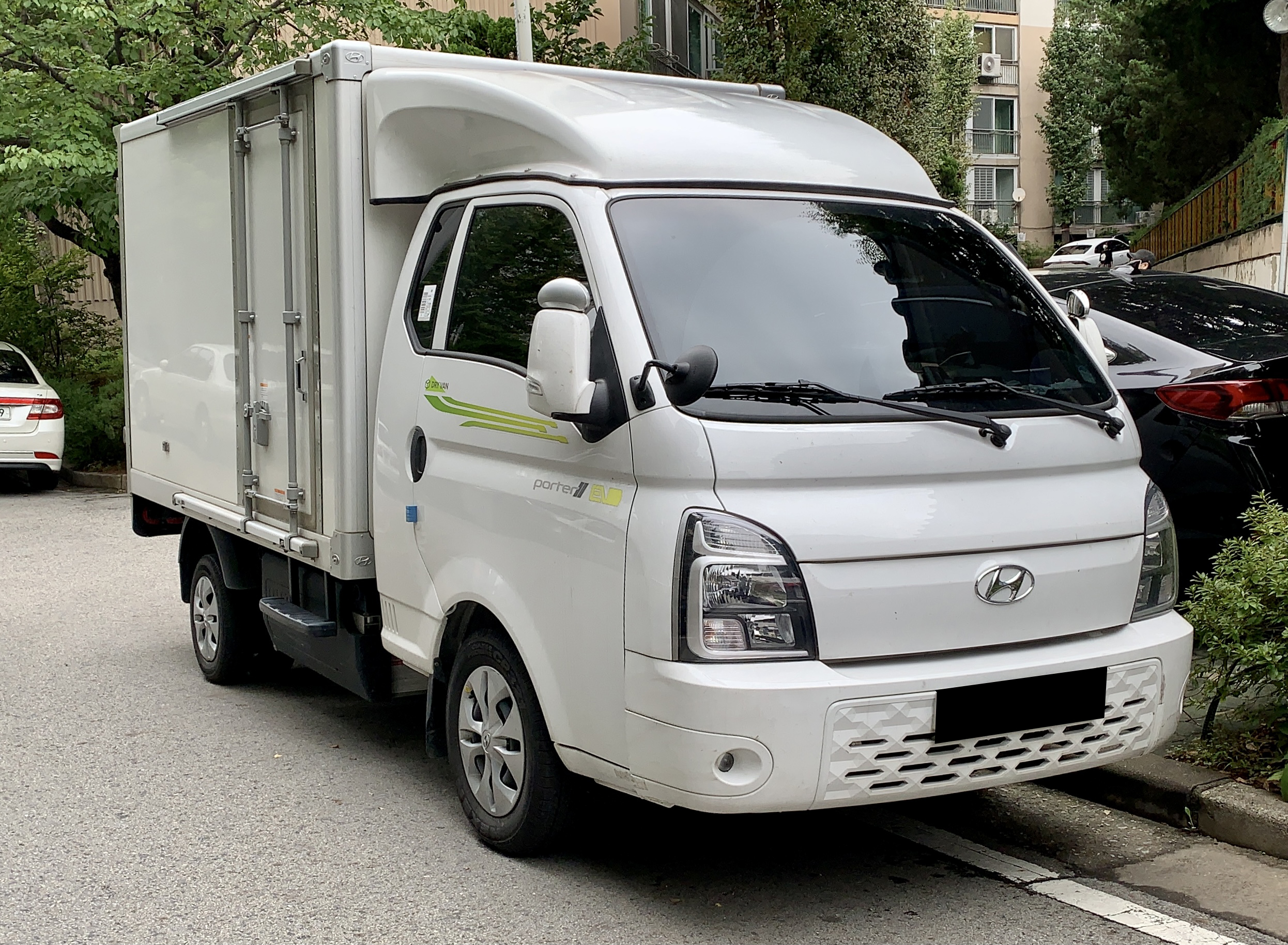
ニューポーター・ポーターII・EV（フロント）

### ニューポーター・ポーターII・EV（2020年1月 - 2027年？）
2020年1月6日に韓国製トラックでは初めて電気自動車であるポーターⅡEVが発売。充電インターフェースはDCコンボ-1。2021年2月4日にキングキャブをベースとした特装車（バン型、パワーゲート付、ウィング型）が追加された。

### その他
ブラジル市場ではヒュンダイ・HR、メキシコ市場ではダッジ・H-100として販売される。
韓国市場においては自動車学校の第一種普通免許用の教習車としても利用される。

## ラインナップ
- - 2WDシングルキャブ（長軸/超長軸）
  - 4WDシングルキャブ（長軸）
  - 2WDスーパーキャブ（長軸/超長軸）
  - 4WDスーパーキャブ（長軸）
  - 2WDダブルキャブ（長軸/超長軸）
  - 4WDダブルキャブ（長軸）
  - 2WD冷凍車
  - 4WD冷凍車
  - 2WD冷蔵車
  - 4WD冷蔵車
  - 2WD内蔵車
  - 4WD内蔵車
  - 2WD保冷車（ダブルキャブ、スーパーキャブ）
  - 2WDシティバン
  - 2WD活魚運搬車
  - 2WD多目的車
  - 4WD多目的車
  - 2WDトランスパワーゲート付
  - 4WDトランスパワーゲート付
  - 2WD内蔵車パワーゲート付
  - 4WD内蔵車パワーゲート付
  - 2WDウィング車
  - 4WDウィング車
  - 2WDパワーゲート付
  - 2WDタンクローリー
  - 4WDタンクローリー
  - 2WDダンプカー
  - 4WDダンプカー

## グレード別ラインナップ
- ポーター・SD・ニューポーター
  - SUPER（スーパー）
  - Hi-SUPER（ハイ・スーパー）
- ポーターII
  - DLX
  - PLUS（プラス）
  - SUPER（スーパー）
  - Hi-SUPER（ハイ・スーパー）
  - GOLD（ゴールド）
  - Style（スタイル）
  - Smart（スマート）
  - Modern（モダン）
  - Primium（プレミアム）
- ニューポーター・ザ・ニューポーターII
  - Style（スタイル）
  - Smart（スマイル）
  - Modern（モダン）
  - Primium（プレミアム）